# Spinosaurus
Spinosaurus (nghĩa là "thằn lằn gai") là một chi khủng long spinosaurid sống ở khu vực nay là Bắc Phi vào khoảng niên đại Cenoman đến thượng Turon cuối kỷ Phấn trắng, khoảng 99 đến 93,5 triệu năm trước. Hóa thạch của chi lần đầu tiên được phát hiện tại Ai Cập vào năm 1912 và được nhà cổ sinh vật học người Đức Ernst Stromer mô tả khoa học vào năm 1915. Mẫu vật gốc của chi bị phá hủy trong Thế chiến thứ hai, song các nhà cổ sinh đã phát hiện thêm nhiều mẫu vật vào đầu thế kỷ 21. Chi này bao gồm hai loài chính thống: loài nổi tiếng nhất là S. aegyptiacus từ Ai Cập và loài thứ hai là S. maroccanus từ Maroc (có tranh luận cho rằng hai loài này là một). Một chi spinosaurid khác sống cùng thời với Spinosaurus là Sigilmassasaurus cũng được một số tác giả cho là đồng nghĩa với S. aegyptiacus song vẫn còn nhiều phản bác chống lại. Một chi khác nhiều khả năng đồng nghĩa với Spinosaurus là Oxalaia từ Thành hệ Alcântara ở Brazil.

## Khám phá và đặt tên

### Đặt tên loài

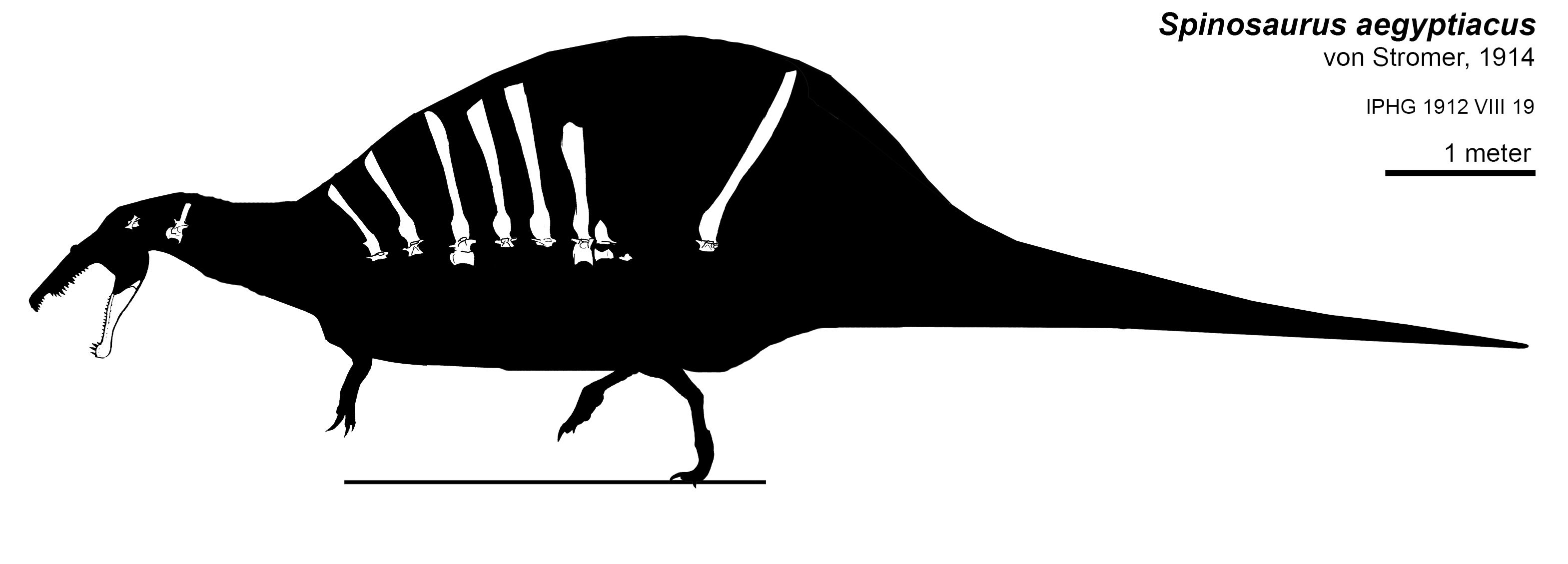
Phục dựng khung xương theo các yếu tố của mẫu định danh

Hai loài Spinosaurus đã được đặt tên: Spinosaurus aegyptiacus (nghĩa là: "thằn lằn gai Ai Cập") và Spinosaurus maroccanus (nghĩa là: "thằn lằn gai Maroc"). Di cốt được mô tả đầu tiên của Spinosaurus được phát hiện đầu thế kỷ thứ 20. Năm 1912, Richard Markgraf đã khai quật bộ xương của một loài khủng long tại Thành hệ Bahariya phía tây Ai Cập. Năm 1915, nhà cổ sinh vật học người Đức Ernst Stromer đã xuất bản một bài báo quy mẫu vật đó cho chi và loài mới gọi là Spinosaurus aegyptiacus.
Nhiều mảnh xương rời rạc lại được tìm thấy ở Bahariya, bao gồm đốt sống và xương các chi sau, được Stromer xếp là loài "Spinosaurus B" vào năm 1934. Stromer coi chúng đủ khác nhau để thuộc về hai loài riêng biệt, và điều này đã được xác nhận. Với lợi ích từ các cuộc thám hiểm và các vật liệu mới, dường như những mảnh xương thuộc về chi Carcharodontosaurus hoặc Sigilmassasaurus.
S. maroccanus ban đầu được mô tả bởi Dale Russell vào năm 1996 như là một loài mới dựa trên chiều dài của đốt sống cổ của nó.[19] Cụ thể, Russell tuyên bố rằng tỷ lệ giữa chiều dài của thân đốt sống so với chiều cao của mặt khớp ngoài là 1,1 ở S. aegyptiacus và 1,5 ở S. maroccanus.[19] Các tác giả sau này bị chia rẽ bởi vấn đề này. Một số tác giả lưu ý rằng chiều dài của đốt sống có thể khác nhau tùy theo từng cá thể, mẫu vật định danh đã bị phá hủy và do đó không thể so sánh trực tiếp với mẫu vật S. maroccanus và không thể biết được vị trí đốt sống cổ được tìm thấy của mẫu S. maroccanus. Vì vậy, mặc dù một số người vẫn cho loài này là hợp lệ mà không có nhiều nhận xét, hầu hết các nhà nghiên cứu coi S. maroccanus là một nomen dubium hoặc là một danh pháp đồng nghĩa của S. aegyptiacus.

### Các mẫu vật

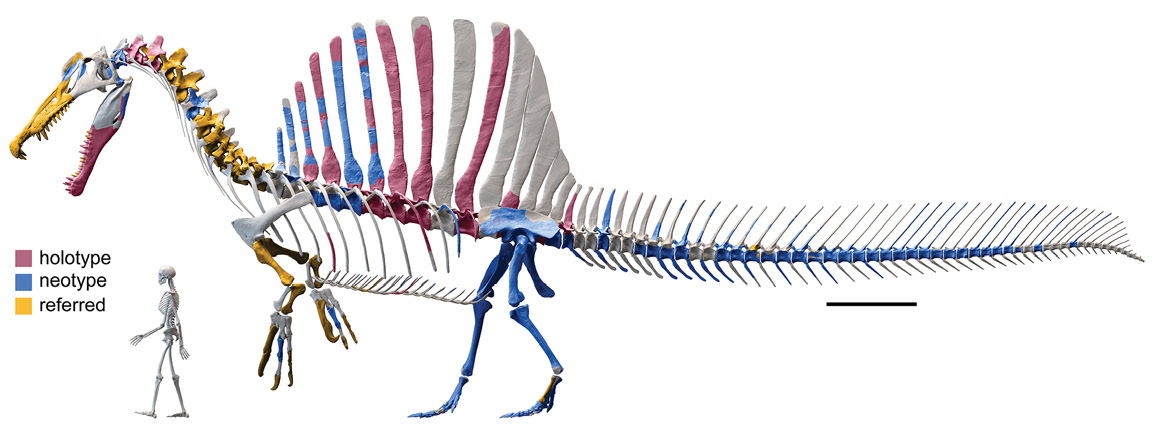
Phục dựng khung xương của Spinosaurus bằng công nghệ số, cho thấy các xương đại diện cho mẫu định danh (đỏ), mẫu mới (xanh), và các mẫu đối chiếu (vàng) (Sereno và đồng nghiệp)

Tổng cộng có 6 mẫu vật một phần đã được mô tả:
BSP 1912 VIII 19, mô tả bởi Stromer vào năm 1915 từ hệ tầng Bahariya, được coi là mẫu định danh. Vật liệu này bao gồm các vật phẩm sau đây, hầu hết trong số đó không đầy đủ: xương răng bên phải và bên trái và cốt hóa từ hàm dưới có tổng kích thước 75 xentimét (30 in) một mảnh thẳng của xương hàm trên bên trái đã được mô tả nhưng không được vẽ; 20 răng; 2 đốt sống cổ; 7 đốt sống lưng (thân); 3 đốt sống xương cùng; 1 đốt sống đuôi; 4 xương sườn ngực; và xương bụng. Trong số 9 gai thần kinh có chiều cao được đưa ra, dài nhất ("i", liên quan đến đốt sống lưng) có chiều dài 1,65 mét (5,4 ft) Stromer tuyên bố rằng mẫu vật có niên đại từ đầu Cenomanian, khoảng 97 triệu năm trước.

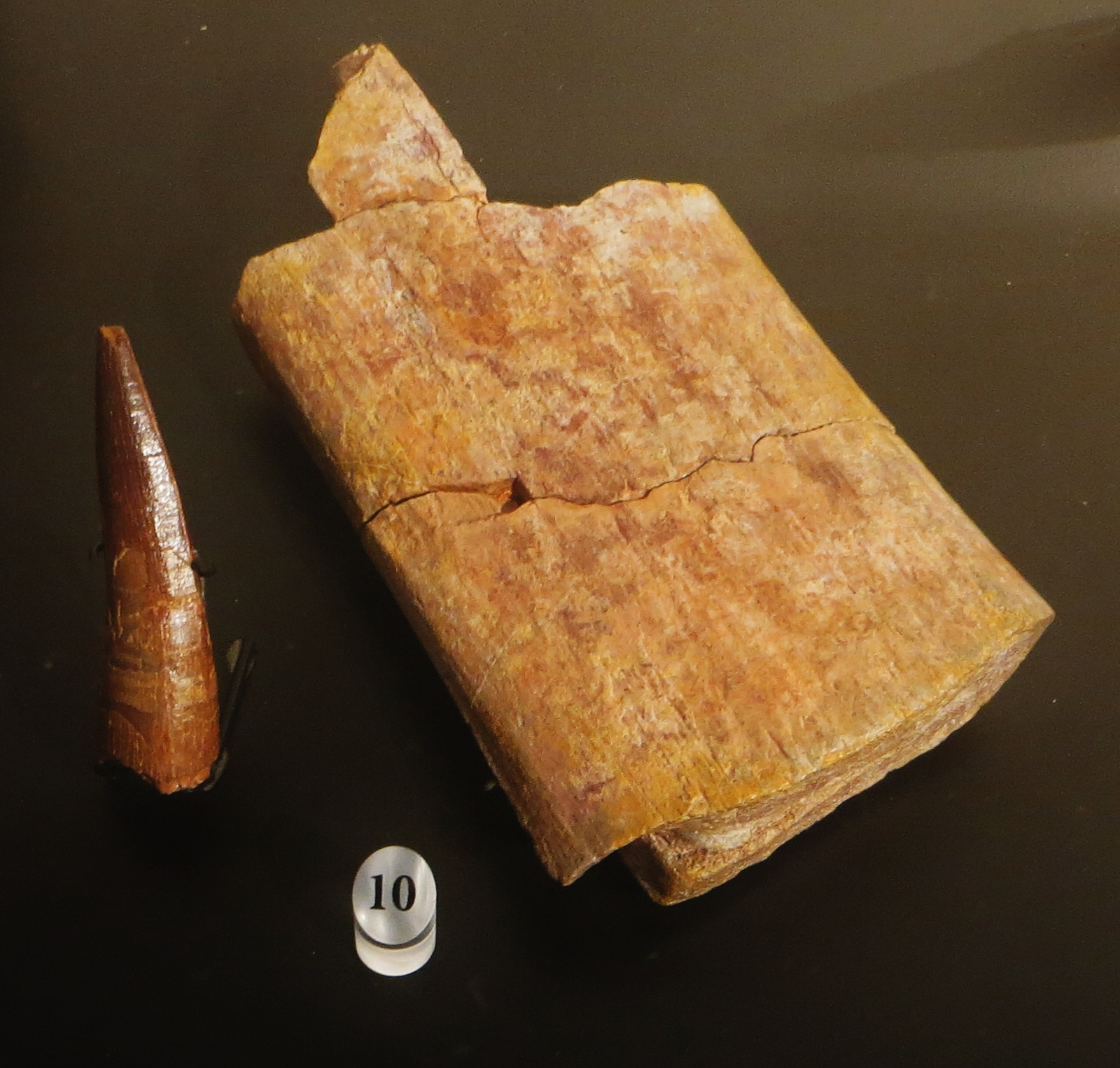
Răng và xương sống của Spinosaurus

Mẫu vật này đã bị phá hủy trong Thế chiến II, cụ thể là "trong đêm ngày 24 tháng 11 năm 1944 giữa một cuộc oanh tạc vào Munich của không quân Anh" đã phá hủy nghiêm trọng tòa nhà của Paläontologisches Museum München (Bộ sưu tập Cổ sinh vật học của bang Bayern). Tuy nhiên, bản vẽ chi tiết và mô tả của mẫu vật vẫn còn nguyên vẹn. Con trai của Stromer đã tặng tài liệu lưu trữ của cha mình cho Paläontologische Staatssammlung München vào năm 1995, và Smith và các đồng nghiệp đã phân tích hai bức ảnh về mẫu vật của Spinosaurus BSP 1912 VIII 19 được phát hiện trong kho lưu trữ năm 2000. Trên cơ sở từ một bức ảnh của hàm dưới và một bức ảnh của toàn bộ mẫu vật được gắn kết, Smith đã kết luận rằng các bản vẽ gốc năm 1915 của Stromer hơi không chính xác. Vào năm 2003, Oliver Rauhut đã đề xuất rằng mẫu định danh Spinosaurus của Stromer là một con chimera, bao gồm các đốt sống và gai thần kinh từ một loài carcharodontosaurid tương tự Acrocanthosaurus và một răng xương từ Baryonyx hoặc Suchomimus. Phân tích này đã bị từ chối trong ít nhất một bài báo tiếp theo.
NMC 50791, được lưu giữ bởi Bảo tàng Tự nhiên Canada, là một đốt sống cổ giữa dài 19,5 xentimét (7,7 in) từ Thềm Kem Kem của Morocco. Nó là mẫu định danh của Spinosaurus maroccanus như được mô tả bởi Russell vào năm 1996. Các mẫu vật khác được đề cập là S. maroccanus trong cùng một bài báo bao gồm hai đốt sống cổ giữa khác (NMC 41768 và NMC 50790), một mảnh xương răng trước (NMC 50832), một mảnh xương răng giữa (NMC 50833), và một mảnh cung thần kinh lưng bên ngoài (NMC 50813). Russell tuyên bố rằng "chỉ có thể cung cấp thông tin địa phương chung" của mẫu vật, và do đó nó "chỉ" có thể có niên đại vào thế Albian.

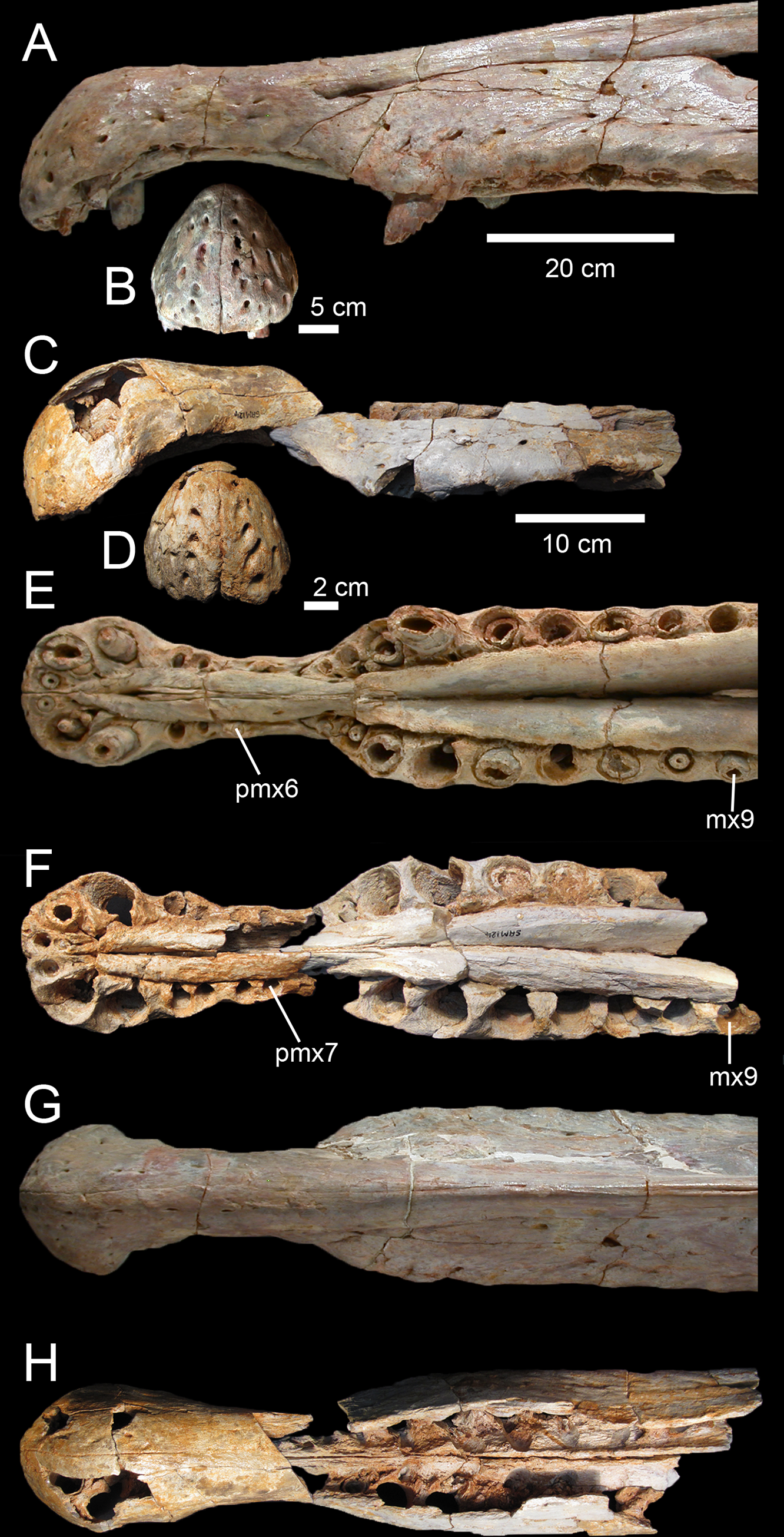
So sánh giữa mõm MNSM V4047 và MNHN SAM 124, mẫu định danh của S. maroccanus

MNHN SAM 124, được lưu giữ tại Muséum National d'Histoire Naturelle, là một mõm (bao gồm một phần mảnh tiền hàm trên, một phần hàm trên, các xương lá mía và một mảnh xương răng). Được mô tả bởi Taquet và Russell vào năm 1998, mẫu vật có chiều rộng từ 13,4 đến 13,6 xentimét (5,3–5,4 in) không có chiều dài được nêu. Mẫu vật được tìm thấy ở Algérie và "có niên đại Albian." Taquet và Russell tin rằng mẫu vật này, cùng mảnh tiền hàm trên (SAM 125), hai đốt sống cổ (SAM 126-127) và cung thần kinh lưng (SAM 128), đều thuộc về S. maroccanus.
BM231 (một phần trong bộ sưu tập của Office National des Mines, Tunis) được mô tả bởi Buffetaut và Ouaja vào năm 2002. Nó bao gồm một mảnh của bề ngoài xương răng dài 11,5 cm khai quật từ tầng Albian đầu tiên của hệ tầng Chenini tại Tunisia. Các mảnh vỡ của xương răng, bao gồm bốn ổ răng và hai mảnh răng, "cực kỳ giống" với vật liệu hiện có của S. aegyptiacus.
UCPC-2 nằm trong Bộ sưu tập Cổ sinh vật học của Đại học Chicago bao gồm chủ yếu là hai mũi hẹp kết nối với nhau với một mào (có rãnh) ở khu vực giữa hai mắt. Mẫu vật dài 18,0 xentimét (7,1 in) được xác định tại một khu có niên đại tầng Cenomanian sớm của Tầng Kem Kem ở Ma-rốc vào năm 1996 và được mô tả trong tài liệu khoa học năm 2005 bởi Cristiano Dal Sasso của Bảo tàng Lịch sử Tự nhiên Thành phố tại Milan và các đồng nghiệp.
MSNM V4047 (sở hữu của Bảo tàng Storia Naturale di Milano), được mô tả bởi Dal Sasso và các đồng nghiệp năm 2005, bao gồm một mõm (mảnh tiền hàm trên, hàm trên và một phần mũi) dài 98,8 xentimét (38,9 in) từ Thềm Kem Kem. Giống như UCPC-2, nó được cho là có niên đại ở Tầng Cenoman sớm. Arden và các đồng nghiệp vào năm 2018 tạm thời khẳng định mẫu vật này là loài Sigilmassasaurus brevicollis dựa trên kích thước của nó. Tuy nhiên, do không có tài liệu nào để đối chiếu, khó có thể chắc chắn vật liệu nào thuộc về đơn vị phân loại nào.
FSAC-KK 11888 là bộ xương cận trưởng thành không hoàn chỉnh được phục hồi từ tầng Kem Kem ở Bắc Phi. Được mô tả bởi Ibrahim và các đồng nghiệp (2014) và được chỉ định là mẫu mới (mặc dù Evers và các đồng nghiệp năm 2015 từ chối chỉ định kiểu mẫu cho FSAC-KK-11888). Nó bao gồm đốt sống cổ, đốt sống lưng, gai thần kinh, xương cùng hoàn chỉnh, xương đùi, xương chày, đốt bàn chân, đốt sống đuôi, một số xương sườn và nhiều mảnh xương sọ. Tỷ lệ cơ thể của mẫu vật này đã được tranh luận vì các chi sau ngắn hơn một cách không cân xứng trong mẫu vật so với các lần tái tạo trước đó. Tuy nhiên, nhiều nhà cổ sinh vật học đã chứng minh rằng mẫu vật không bị lẫn xương của các loài khác mà thực sự là Spinosaurus có chân sau nhỏ hơn nhiều so với suy nghĩ trước đây.
Các mẫu vật được biết đến khác bao gồm chủ yếu là di cốt và các mảnh răng rời rạc. Trong số đó bao gồm:
- Một nghiên cứu năm 1986 đã mô tả các cấu trúc hình lăng trụ trong men răng từ hai mẫu răng của Spinosaurus từ Tunisia.[22]
- Buffetaut (1989, 1992) đã giới thiệu ba mẫu vật từ Viện nghiên cứu của Viện bảo tàng für Geologie und Paläontologie thuộc Đại học Gottingen ở Đức là của Spinosaurus: một mảnh hàm trên bên phải IMGP 969-1, mảnh hàm IMGP 969-2, và một cái răng IMGP 969-3.[23][24] Những vật liệu này được tìm thấy ở tầng Cenomanian thấp hoặc Albian trên ở phía đông nam Ma-rốc năm 1971.[23]
- Kellner và Mader (1997) đã mô tả hai răng của một loài spinosaurid không có răng cưa từ Ma-rốc (LINHM 001 và 002) "rất giống" với răng của mẫu định danh S. aegyptiacus.[25]
- Răng từ thành hệ Chenini ở Tunisia "hẹp, hơi tròn theo mặt cắt ngang và không có các cạnh răng cưa trước và sau đặc trưng của khủng long chân thú và thằn lằn chúa cơ bản" đã được gán cho Spinosaurus vào năm 2000.[26]
- Răng từ thành hệ Echkar thuộc Nigeria đã được đề cập đến là thuộc về chi Spinosaurus vào năm 2007.[27]
- Một mảnh răng dài 8 cm được mua lại từ một triển lãm thương mại hóa thạch, được báo cáo từ Kem Kem thuộc Ma-rốc và được cho là của loài Spinosaurus maroccanus, cho thấy các nếp nhăn dọc rộng từ 1–5 mm và các cấu trúc vi mô (các đường gờ không đều) trong các nếp đó.[11]

MHNM.KK374 đến .KK378 là năm xương vuông (một phần của xương sọ) bị cô lập có kích thước khác nhau được người dân địa phương thu thập và mua lại ở vùng Kem Kem phía đông nam Morocco, do François Escuillié cung cấp và được gửi vào bộ sưu tập của Muséum d'Histoire Naturelle thuộc Marrakech. Các xương cho thấy hai hình thái khác nhau và sự tồn tại của hai loài spinosaurid ở Ma-rốc.

## Mô tả

So sánh kích cỡ của những loài khủng long chân thú lớn nhất, S. aegyptiacus màu đỏ

Từ khi được phát hiện, Spinosaurus đã được xem là một trong những chi Theropoda dài và lớn nhất. Cả Friedrich von Huene năm 1926 và Donald F. Glut năm 1982 đều liệt kê nó như loài Theropoda lớn nhất trong các nghiên cứu của họ, với chiều dài 15 mét (49 ft) và cân nặng 6 t (5,9 tấn Anh; 6,6 tấn Mỹ). Năm 1988, Gregory Paul cũng liệt kê nó là Theropoda dài nhất tới 15 mét (49 ft), nhưng cho ước tính khối lượng thấp hơn là 4 tấn (3,9 tấn Anh; 4,4 tấn Mỹ).
Cho tới năm 2017, chỉ có một vài bộ phận hóa thạch của Spinosaurus được tìm ra, và người ta vẫn chưa tìm được hóa thạch 2 chân sau của loài này. Ban đầu Spinosaurus được phục dựng là loài đứng thẳng bằng 2 chân sau giống như các loài khủng long ăn thịt cỡ lớn khác. Kiểu phục dựng sử dụng trong nghiên cứu này là ngoại suy dựa theo các loài khủng long khác có họ hàng gần, được lập tỷ lệ theo những gì được giả định là tỷ lệ chính xác. Trong bộ phim Công viên khủng long 3 (năm 2001), hình dạng này của Spinosaurus được sử dụng khiến nhiều người tin rằng đó là hình dạng chính xác của Spinosaurus, dù thực tế chưa hề có hóa thạch đủ để khẳng định rằng Spinosaurus đứng bằng 2 chân sau.

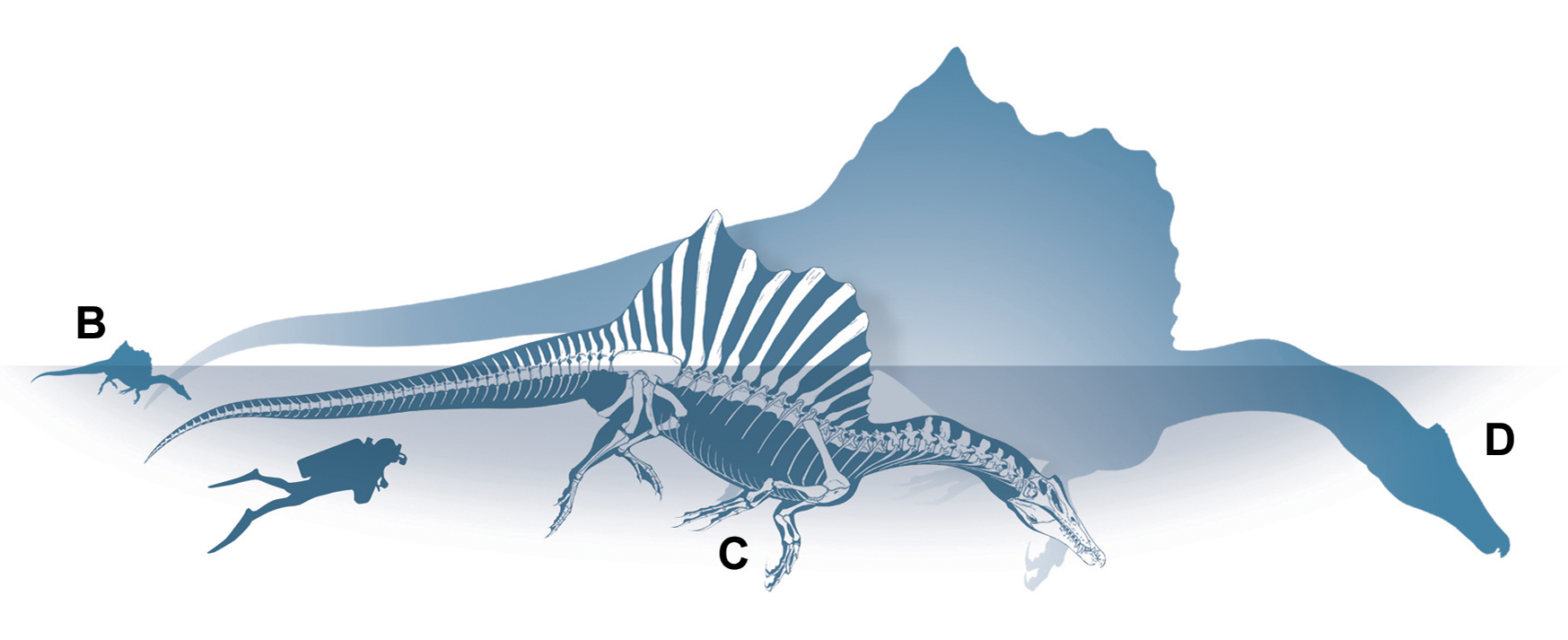
Từ trái sang phải: kích thước của mẫu vật nhỏ nhất, mẫu mới, và mẫu vật lớn nhất của chi Spinosaurus so sánh với con người

Đến năm 2014, một giả định mới về hình dạng của Spinosaurus được đưa ra, theo đó 2 chân sau của nó khá nhỏ và ngắn để có thể đứng thẳng bằng 2 chân sau. Thay vào đó, nó phải bò bằng 4 chân ngắn giống như một con cá sấu. Hình dạng này thích hợp cho việc bơi lặn dưới nước để săn cá, nhưng không thích hợp để di chuyển nhanh trên cạn. Nếu hình dạng này là đúng thì dù rất to lớn, Spinosaurus chỉ có thể di chuyển chậm chạp khi ở trên cạn nên không thể săn được các loài khủng long cỡ lớn, càng không thể chiến đấu được với các loài khủng long ăn thịt cỡ lớn chuyên sống trên cạn (như bộ phim Công viên khủng long 3 đã mô tả). Nó sẽ sống chủ yếu quanh các vùng sông hồ để săn cá, động vật cỡ vừa hoặc ăn xác chết chứ không thể đi lên trên cạn để săn các loài khủng long cỡ lớn.
Nhà cổ sinh vật học John Hutchinson của Học viện Thú y Hoàng gia thuộc Đại học London đã thể hiện sự hoài nghi đối với sự phục dựng mới này, và cảnh báo rằng sử dụng các mẫu vật khác nhau có thể tạo ra những phục dựng kiểu quái vật Chimera thiếu chính xác. Scott Hartman cũng nhanh chóng phê bình vì Hartman tin rằng chân và khung chậu có tỷ lệ thiếu chính xác (27% là quá ngắn) và không phù hợp với chiều dài đã công bố. Tuy nhiên, các hồi đáp của Ibrahim et al. với Matt Witton được xem là đáng tin cậy.
Năm 2018, hóa thạch phần đuôi của Spinosaurus được phát hiện. Đuôi của nó có hình dạng bẹt giống mái chèo, cho thấy Spinosaurus đã thích ứng với việc bơi dưới nước giống như cá sấu. Dựa trên khám phá này, các nhà khoa học đã tính toán lại hình dạng của Spinosaurus mà thấy rằng rất có thể nó đi trên cạn bằng 2 chân sau. Nhưng 2 chân sau của nó sẽ khá nhỏ (do đã thích nghi với việc bơi lặn), cộng thêm chiếc đuôi khá dài và rộng nên Spinosaurus sẽ di chuyển khá chật vật và không thể chạy khi ở trên cạn.
Tuy nhiên, cần phải có mẫu hóa thạch mới còn bảo tồn được xương chân sau để có thể khẳng định việc Spinosaurus đi bằng 2 chân hay 4 chân.

### Hộp sọ

Biểu đồ cấu tạo hộp sọ

Hộp sọ có mõm hẹp với răng hình nón thẳng không có răng cưa. Có sáu hoặc bảy chiếc răng ở mỗi bên của mảnh trước hàm trên và mười hai răng khác ở cả hai hàm trên phía sau đó. Răng thứ hai và thứ ba lớn hơn đáng kể so với các răng còn lại trong mảnh trước hàm trên, tạo khoảng cách giữa chúng và răng lớn ở hàm trên trước; răng lớn ở hàm dưới khớp vào khoảng trống nêu trên. Đầu mũi của mõm chứa các răng to ở hàm trên trước đã được mở rộng, và một cái mào mọc lên ở ngay phía trước mắt. Sử dụng kích thước của các mẫu MSNM V4047, UCPC-2 và BSP 1912 VIII 19, và giả sử rằng phần sau ổ mắt của hộp sọ mẫu MSNM V4047 có hình dạng tương tự như phần sau ổ mắt của hộp sọ Irritator, Dal Sasso và các đồng nghiệp (2005) ước tính rằng hộp sọ của Spinosaurus dài 1,75 mét (5,7 ft), nhưng các ước tính gần đây hơn cho thấy chiều dài chỉ là 1,6–1,68 mét (5,2–5,5 ft). Ước tính chiều dài hộp sọ của Sasso và các đồng nghiệp bị nghi ngờ do hộp sọ có thể khác nhau giữa các loài spinosaurid và vì mẫu MSNM V4047 có thể không thuộc về chi Spinosaurus.

### Khung xương hậu sọ

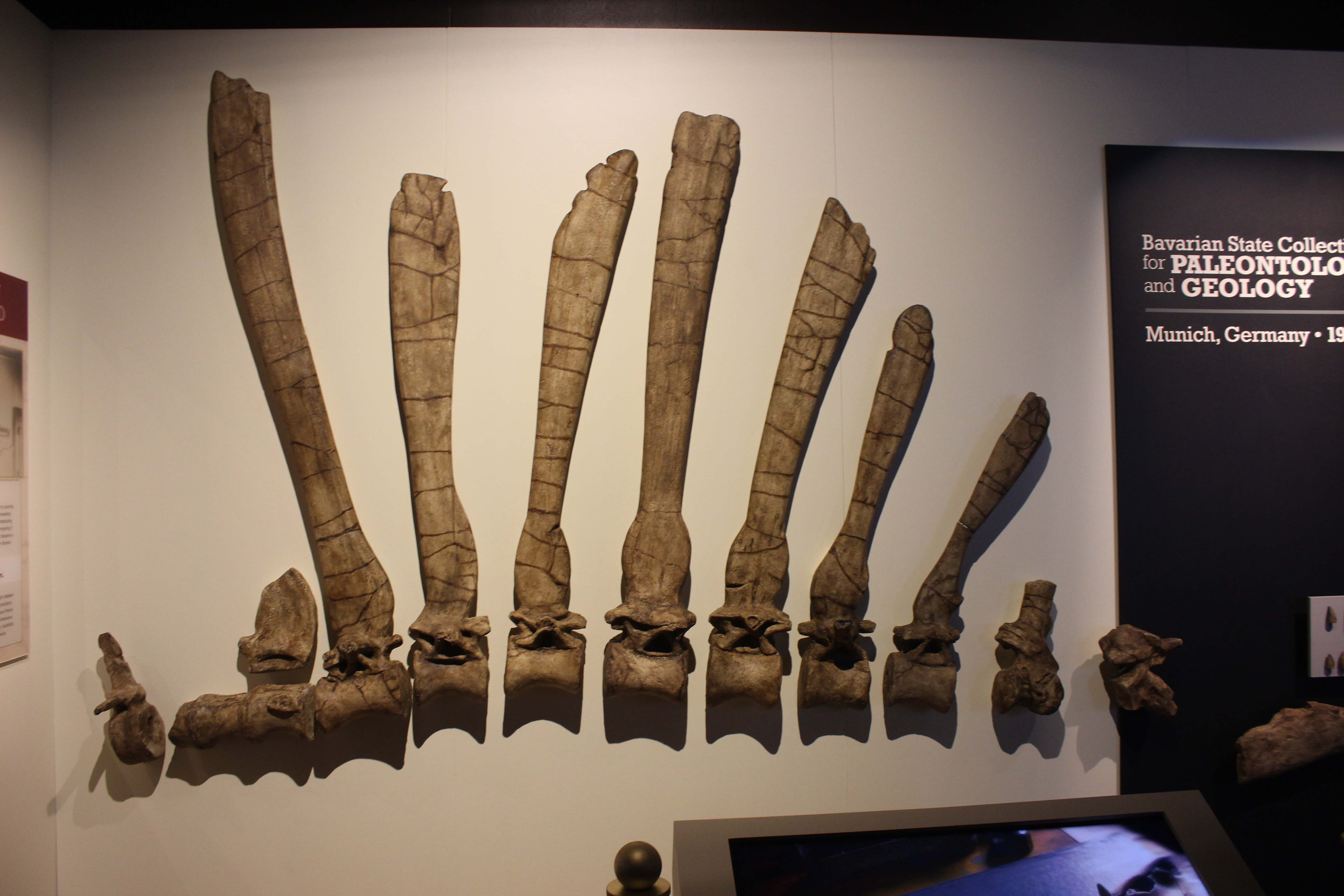
Bản sao phục dựng của mẫu đốt sống định danh, Bảo tàng Địa lý Quốc gia, Washington, D.C.

Các gai thần kinh rất cao của Spinosaurus trồi lên từ các đốt sống lưng đã hình thành nên đặc điểm dễ nhận ra nhất của chi này, thường được gọi là "cánh buồm" của con vật. Độ dài của các gai thần kinh lớn gấp 10 lần đường kính của các đốt sống mà từ đó chúng kéo dài. Các gai thần kinh dài hơn ở mặt trước so với mặt sau tại đầu dưới, và khác hẳn so với các que nhỏ ở các loài pelycosaur có buồm như Edaphosaurus và Dimetrodon, trái ngược với gai thần kinh dày của khủng long chân chim Ouranosaurus.
Buồm của Spinosaurus khá là độc đáo, mặc dù các loài khủng long khác, cụ thể là loài Ouranosaurus, sống vài triệu năm trước ở cùng khu vực với Spinosaurus, và loài khủng long chân thằn lằn Amargasaurus ở Nam Mỹ, có thể đã phát triển cấu trúc thích nghi tương tự ở các đốt sống. Cánh buồm này có thể là một dạng tương đồng của cấu trúc nhì thấy ở chi Dimetrodon, sinh sống trước cả khi loài khủng long xuất hiện, được tạo ra bởi quá trình tiến hóa hội tụ.

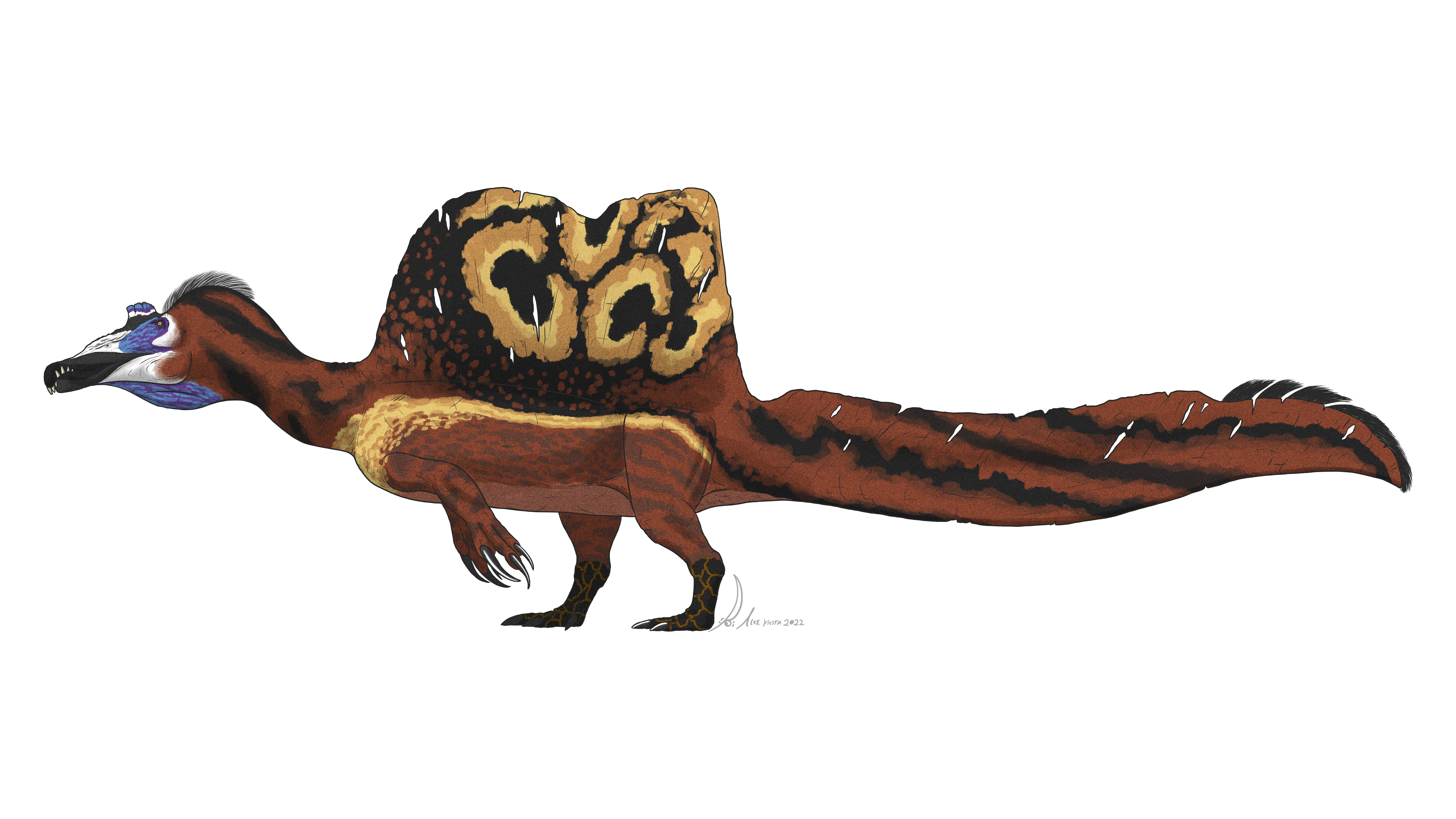
Một bản phục dựng Spinosaurus

Cấu trúc này có thể là một cái bướu hơn là giống như cánh buồm, được ghi nhận bởi Stromer cvaof năm 1915 ("người ta có thể liên tưởng tới sự tồn tại của một cái bướu tích mỡ lớn, mà các [gai thần kinh] đã hỗ trợ bên trong") và bởi Jack Bowman Bailey vào năm 1997. Để ủng hộ giả thuyết "lưng trâu" của mình, Bailey lập luận rằng ở Spinosaurus, Ouranosaurus và các loài khủng long khác có gai thần kinh dài, các gai này tương đối ngắn và dày hơn các gai của pelycosaur (được biết đến là có cánh buồm); thay vào đó, các gai thần kinh của khủng long phải tương tự như các gai thần kinh của các động vật có vú lưng gù tuyệt chủng như Megacerops và Bison latifrons.

## Phân loại

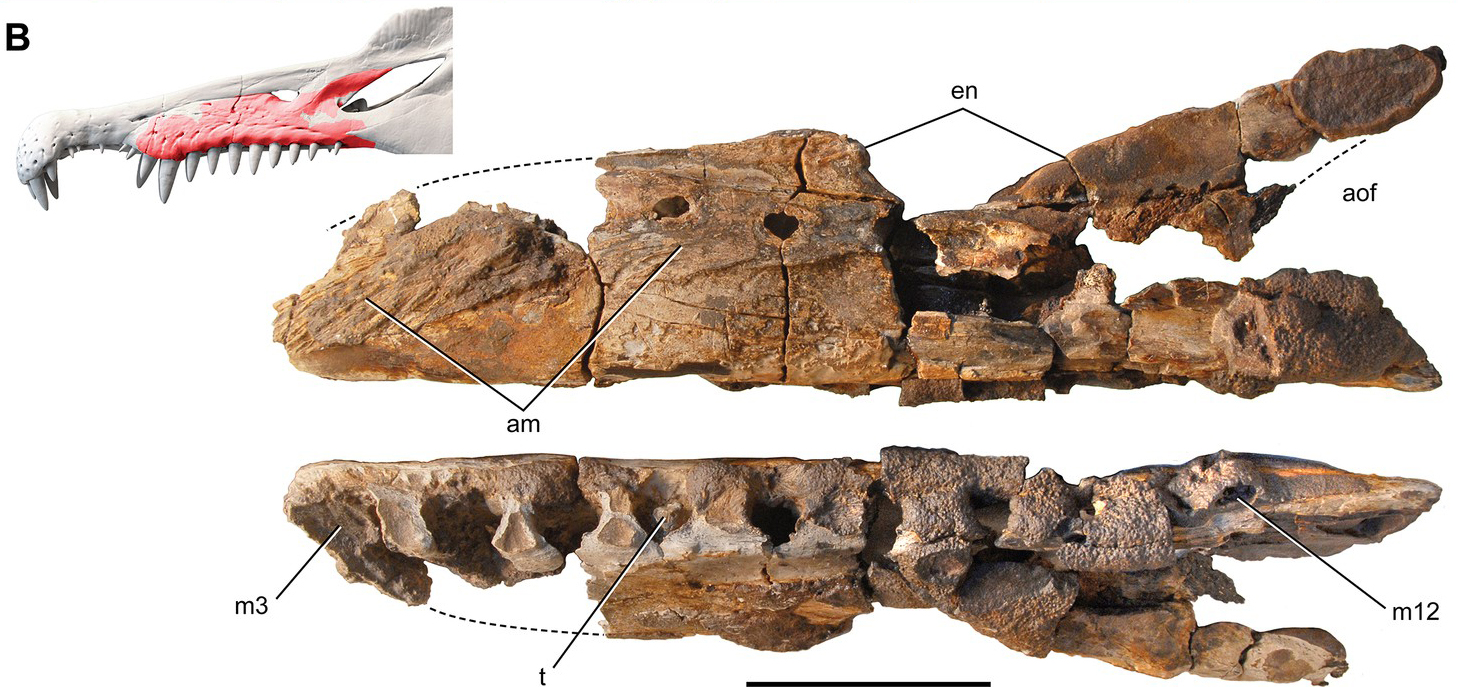
Mẫu MNBH EGA1, có lẽ thuộc về Spinosaurus

Spinosaurus là tên của họ khủng long Spinosauridae, bao gồm hai phân họ: Baryonychinae và Spinosaurinae. Baryonychinae bao gồm Baryonyx từ miền nam nước Anh và Suchomimus từ Nigeria ở miền trung châu Phi. Spinosaurinae bao gồm Spinosaurus, Sigilmassasaurus, Oxalaia, Siamosaurus, Ichthyovenator, Irritator và Angaturama (có thể đồng nghĩa với Irritator) từ Brazil. Spinosaurinae chia sẻ những chiếc răng thẳng không có răng cưa được đặt cách xa nhau (ví dụ, 12 ở một bên của hàm trên), trái ngược với Baryonychinae có răng cong và nhiều răng cưa (ví dụ, 30 ở một bên của hàm trên).
Một phân tích về Spinosauridae của Arden và các đồng nghiệp (2018) đã đặt tên cho dòng Spinosaurini và định nghĩa nó là tất cả các spinosaurid gần với Spinosaurus aegyptiacus hơn là Irritator challengeri hoặc Oxalaia quilombensis; họ cũng tìm ra Siamosaurus suteethorni và Icthyovenator laosensis là thành viên của họ Spinosaurinae.

### Phát sinh chủng loài
Phân họ Spinosaurinae được đặt tên bởi Sereno vào năm 1998, và được xác định bởi Holtz và các đồng nghiệp (2004) là tất cả các loài gần gũi với Spinosaurus aegyptiacus hơn là Baryonyx walkeri. Và phân họ Baryonychinae được đặt tên bởi Charig & Milner vào năm 1986. Họ đã tạo nên cả phân họ và họ Baryonychinae cho chi Baryonyx mới được phát hiện, trước khi nó được gọi là Spinosauridae. Phân họ của chúng được Holtz và các đồng nghiệp định nghĩa vào năm 2004, là nhóm bổ sung của tất cả các loài gần với Baryonyx walkeri hơn là Spinosaurus aegyptiacus. Các cuộc kiểm tra của Marcos Sales & Cesar Schultz và các đồng nghiệp (2017) chỉ ra rằng các spinosaurid Nam Mỹ như Angaturama, Irritator và Oxalaia là trung gian giữa Baronychinae và Spinosaurinae dựa trên các đặc điểm sọ và phân tích cây phân loài của chúng. Điều này chỉ ra rằng Baryonychinae trên thực tế có thể có nhiều nhánh hơn. Sơ đồ cây phát sinh loài được biểu thị bên dưới:
|  | Angaturama                                              |
|  |                                                         |
|  | \| \| Oxalaia \| \| \| \| \| \| Spinosaurus \| \| \| \| |
|  |                                                         |
|  | Oxalaia                                                 |
|  |                                                         |
|  | Spinosaurus                                             |
|  |                                                         |

|  | Oxalaia     |
|  |             |
|  | Spinosaurus |
|  |             |

|  | Angaturama                                              |
|  |                                                         |
|  | \| \| Oxalaia \| \| \| \| \| \| Spinosaurus \| \| \| \| |
|  |                                                         |
|  | Oxalaia                                                 |
|  |                                                         |
|  | Spinosaurus                                             |
|  |                                                         |

|  | Oxalaia     |
|  |             |
|  | Spinosaurus |
|  |             |

Sơ đồ dưới đây là phát hiện của Arden và các đồng nghiệp (2018):

|  | Baryonyx walkeri      |
|  |                       |
|  | Suchomimus tenerensis |
|  |                       |

|              | Irritator challengeri |
|              | |
|              | Oxalaia quilombensis |
|              | |
| Spinosaurini | \| \| chi của Gara Samani \| \| \| \| \| \| Sigilmassasaurus brevicollis \| \| \| \| \| \| Spinosaurus aegyptiacus \| \| \| \| |
|              | \| \| chi của Gara Samani \| \| \| \| \| \| Sigilmassasaurus brevicollis \| \| \| \| \| \| Spinosaurus aegyptiacus \| \| \| \| |
|              | chi của Gara Samani |
|              | |
|              | Sigilmassasaurus brevicollis                                                                                                   |
|              | |
|              | Spinosaurus aegyptiacus |
|              | |

|  | chi của Gara Samani          |
|  |                              |
|  | Sigilmassasaurus brevicollis |
|  |                              |
|  | Spinosaurus aegyptiacus      |
|  |                              |

|              | Irritator challengeri |
|              | |
|              | Oxalaia quilombensis |
|              | |
| Spinosaurini | \| \| chi của Gara Samani \| \| \| \| \| \| Sigilmassasaurus brevicollis \| \| \| \| \| \| Spinosaurus aegyptiacus \| \| \| \| |
|              | \| \| chi của Gara Samani \| \| \| \| \| \| Sigilmassasaurus brevicollis \| \| \| \| \| \| Spinosaurus aegyptiacus \| \| \| \| |
|              | chi của Gara Samani |
|              | |
|              | Sigilmassasaurus brevicollis                                                                                                   |
|              | |
|              | Spinosaurus aegyptiacus |
|              | |

|  | chi của Gara Samani          |
|  |                              |
|  | Sigilmassasaurus brevicollis |
|  |                              |
|  | Spinosaurus aegyptiacus      |
|  |                              |

|              | Irritator challengeri |
|              | |
|              | Oxalaia quilombensis |
|              | |
| Spinosaurini | \| \| chi của Gara Samani \| \| \| \| \| \| Sigilmassasaurus brevicollis \| \| \| \| \| \| Spinosaurus aegyptiacus \| \| \| \| |
|              | \| \| chi của Gara Samani \| \| \| \| \| \| Sigilmassasaurus brevicollis \| \| \| \| \| \| Spinosaurus aegyptiacus \| \| \| \| |
|              | chi của Gara Samani |
|              | |
|              | Sigilmassasaurus brevicollis                                                                                                   |
|              | |
|              | Spinosaurus aegyptiacus |
|              | |

|  | chi của Gara Samani          |
|  |                              |
|  | Sigilmassasaurus brevicollis |
|  |                              |
|  | Spinosaurus aegyptiacus      |
|  |                              |

|              | Irritator challengeri |
|              | |
|              | Oxalaia quilombensis |
|              | |
| Spinosaurini | \| \| chi của Gara Samani \| \| \| \| \| \| Sigilmassasaurus brevicollis \| \| \| \| \| \| Spinosaurus aegyptiacus \| \| \| \| |
|              | \| \| chi của Gara Samani \| \| \| \| \| \| Sigilmassasaurus brevicollis \| \| \| \| \| \| Spinosaurus aegyptiacus \| \| \| \| |
|              | chi của Gara Samani |
|              | |
|              | Sigilmassasaurus brevicollis                                                                                                   |
|              | |
|              | Spinosaurus aegyptiacus |
|              | |

|  | chi của Gara Samani          |
|  |                              |
|  | Sigilmassasaurus brevicollis |
|  |                              |
|  | Spinosaurus aegyptiacus      |
|  |                              |

|              | Irritator challengeri |
|              | |
|              | Oxalaia quilombensis |
|              | |
| Spinosaurini | \| \| chi của Gara Samani \| \| \| \| \| \| Sigilmassasaurus brevicollis \| \| \| \| \| \| Spinosaurus aegyptiacus \| \| \| \| |
|              | \| \| chi của Gara Samani \| \| \| \| \| \| Sigilmassasaurus brevicollis \| \| \| \| \| \| Spinosaurus aegyptiacus \| \| \| \| |
|              | chi của Gara Samani |
|              | |
|              | Sigilmassasaurus brevicollis                                                                                                   |
|              | |
|              | Spinosaurus aegyptiacus |
|              | |

|  | chi của Gara Samani          |
|  |                              |
|  | Sigilmassasaurus brevicollis |
|  |                              |
|  | Spinosaurus aegyptiacus      |
|  |                              |

|              | Irritator challengeri |
|              | |
|              | Oxalaia quilombensis |
|              | |
| Spinosaurini | \| \| chi của Gara Samani \| \| \| \| \| \| Sigilmassasaurus brevicollis \| \| \| \| \| \| Spinosaurus aegyptiacus \| \| \| \| |
|              | \| \| chi của Gara Samani \| \| \| \| \| \| Sigilmassasaurus brevicollis \| \| \| \| \| \| Spinosaurus aegyptiacus \| \| \| \| |
|              | chi của Gara Samani |
|              | |
|              | Sigilmassasaurus brevicollis                                                                                                   |
|              | |
|              | Spinosaurus aegyptiacus |
|              | |

|  | chi của Gara Samani          |
|  |                              |
|  | Sigilmassasaurus brevicollis |
|  |                              |
|  | Spinosaurus aegyptiacus      |
|  |                              |

|              | Irritator challengeri |
|              | |
|              | Oxalaia quilombensis |
|              | |
| Spinosaurini | \| \| chi của Gara Samani \| \| \| \| \| \| Sigilmassasaurus brevicollis \| \| \| \| \| \| Spinosaurus aegyptiacus \| \| \| \| |
|              | \| \| chi của Gara Samani \| \| \| \| \| \| Sigilmassasaurus brevicollis \| \| \| \| \| \| Spinosaurus aegyptiacus \| \| \| \| |
|              | chi của Gara Samani |
|              | |
|              | Sigilmassasaurus brevicollis                                                                                                   |
|              | |
|              | Spinosaurus aegyptiacus |
|              | |

|  | chi của Gara Samani          |
|  |                              |
|  | Sigilmassasaurus brevicollis |
|  |                              |
|  | Spinosaurus aegyptiacus      |
|  |                              |

|              | Irritator challengeri |
|              | |
|              | Oxalaia quilombensis |
|              | |
| Spinosaurini | \| \| chi của Gara Samani \| \| \| \| \| \| Sigilmassasaurus brevicollis \| \| \| \| \| \| Spinosaurus aegyptiacus \| \| \| \| |
|              | \| \| chi của Gara Samani \| \| \| \| \| \| Sigilmassasaurus brevicollis \| \| \| \| \| \| Spinosaurus aegyptiacus \| \| \| \| |
|              | chi của Gara Samani |
|              | |
|              | Sigilmassasaurus brevicollis                                                                                                   |
|              | |
|              | Spinosaurus aegyptiacus |
|              | |

|  | chi của Gara Samani          |
|  |                              |
|  | Sigilmassasaurus brevicollis |
|  |                              |
|  | Spinosaurus aegyptiacus      |
|  |                              |

|  | Baryonyx walkeri      |
|  |                       |
|  | Suchomimus tenerensis |
|  |                       |

|              | Irritator challengeri |
|              | |
|              | Oxalaia quilombensis |
|              | |
| Spinosaurini | \| \| chi của Gara Samani \| \| \| \| \| \| Sigilmassasaurus brevicollis \| \| \| \| \| \| Spinosaurus aegyptiacus \| \| \| \| |
|              | \| \| chi của Gara Samani \| \| \| \| \| \| Sigilmassasaurus brevicollis \| \| \| \| \| \| Spinosaurus aegyptiacus \| \| \| \| |
|              | chi của Gara Samani |
|              | |
|              | Sigilmassasaurus brevicollis                                                                                                   |
|              | |
|              | Spinosaurus aegyptiacus |
|              | |

|  | chi của Gara Samani          |
|  |                              |
|  | Sigilmassasaurus brevicollis |
|  |                              |
|  | Spinosaurus aegyptiacus      |
|  |                              |

|              | Irritator challengeri |
|              | |
|              | Oxalaia quilombensis |
|              | |
| Spinosaurini | \| \| chi của Gara Samani \| \| \| \| \| \| Sigilmassasaurus brevicollis \| \| \| \| \| \| Spinosaurus aegyptiacus \| \| \| \| |
|              | \| \| chi của Gara Samani \| \| \| \| \| \| Sigilmassasaurus brevicollis \| \| \| \| \| \| Spinosaurus aegyptiacus \| \| \| \| |
|              | chi của Gara Samani |
|              | |
|              | Sigilmassasaurus brevicollis                                                                                                   |
|              | |
|              | Spinosaurus aegyptiacus |
|              | |

|  | chi của Gara Samani          |
|  |                              |
|  | Sigilmassasaurus brevicollis |
|  |                              |
|  | Spinosaurus aegyptiacus      |
|  |                              |

|              | Irritator challengeri |
|              | |
|              | Oxalaia quilombensis |
|              | |
| Spinosaurini | \| \| chi của Gara Samani \| \| \| \| \| \| Sigilmassasaurus brevicollis \| \| \| \| \| \| Spinosaurus aegyptiacus \| \| \| \| |
|              | \| \| chi của Gara Samani \| \| \| \| \| \| Sigilmassasaurus brevicollis \| \| \| \| \| \| Spinosaurus aegyptiacus \| \| \| \| |
|              | chi của Gara Samani |
|              | |
|              | Sigilmassasaurus brevicollis                                                                                                   |
|              | |
|              | Spinosaurus aegyptiacus |
|              | |

|  | chi của Gara Samani          |
|  |                              |
|  | Sigilmassasaurus brevicollis |
|  |                              |
|  | Spinosaurus aegyptiacus      |
|  |                              |

|              | Irritator challengeri |
|              | |
|              | Oxalaia quilombensis |
|              | |
| Spinosaurini | \| \| chi của Gara Samani \| \| \| \| \| \| Sigilmassasaurus brevicollis \| \| \| \| \| \| Spinosaurus aegyptiacus \| \| \| \| |
|              | \| \| chi của Gara Samani \| \| \| \| \| \| Sigilmassasaurus brevicollis \| \| \| \| \| \| Spinosaurus aegyptiacus \| \| \| \| |
|              | chi của Gara Samani |
|              | |
|              | Sigilmassasaurus brevicollis                                                                                                   |
|              | |
|              | Spinosaurus aegyptiacus |
|              | |

|  | chi của Gara Samani          |
|  |                              |
|  | Sigilmassasaurus brevicollis |
|  |                              |
|  | Spinosaurus aegyptiacus      |
|  |                              |

|              | Irritator challengeri |
|              | |
|              | Oxalaia quilombensis |
|              | |
| Spinosaurini | \| \| chi của Gara Samani \| \| \| \| \| \| Sigilmassasaurus brevicollis \| \| \| \| \| \| Spinosaurus aegyptiacus \| \| \| \| |
|              | \| \| chi của Gara Samani \| \| \| \| \| \| Sigilmassasaurus brevicollis \| \| \| \| \| \| Spinosaurus aegyptiacus \| \| \| \| |
|              | chi của Gara Samani |
|              | |
|              | Sigilmassasaurus brevicollis                                                                                                   |
|              | |
|              | Spinosaurus aegyptiacus |
|              | |

|  | chi của Gara Samani          |
|  |                              |
|  | Sigilmassasaurus brevicollis |
|  |                              |
|  | Spinosaurus aegyptiacus      |
|  |                              |

|              | Irritator challengeri |
|              | |
|              | Oxalaia quilombensis |
|              | |
| Spinosaurini | \| \| chi của Gara Samani \| \| \| \| \| \| Sigilmassasaurus brevicollis \| \| \| \| \| \| Spinosaurus aegyptiacus \| \| \| \| |
|              | \| \| chi của Gara Samani \| \| \| \| \| \| Sigilmassasaurus brevicollis \| \| \| \| \| \| Spinosaurus aegyptiacus \| \| \| \| |
|              | chi của Gara Samani |
|              | |
|              | Sigilmassasaurus brevicollis                                                                                                   |
|              | |
|              | Spinosaurus aegyptiacus |
|              | |

|  | chi của Gara Samani          |
|  |                              |
|  | Sigilmassasaurus brevicollis |
|  |                              |
|  | Spinosaurus aegyptiacus      |
|  |                              |

|              | Irritator challengeri |
|              | |
|              | Oxalaia quilombensis |
|              | |
| Spinosaurini | \| \| chi của Gara Samani \| \| \| \| \| \| Sigilmassasaurus brevicollis \| \| \| \| \| \| Spinosaurus aegyptiacus \| \| \| \| |
|              | \| \| chi của Gara Samani \| \| \| \| \| \| Sigilmassasaurus brevicollis \| \| \| \| \| \| Spinosaurus aegyptiacus \| \| \| \| |
|              | chi của Gara Samani |
|              | |
|              | Sigilmassasaurus brevicollis                                                                                                   |
|              | |
|              | Spinosaurus aegyptiacus |
|              | |

|  | chi của Gara Samani          |
|  |                              |
|  | Sigilmassasaurus brevicollis |
|  |                              |
|  | Spinosaurus aegyptiacus      |
|  |                              |

|              | Irritator challengeri |
|              | |
|              | Oxalaia quilombensis |
|              | |
| Spinosaurini | \| \| chi của Gara Samani \| \| \| \| \| \| Sigilmassasaurus brevicollis \| \| \| \| \| \| Spinosaurus aegyptiacus \| \| \| \| |
|              | \| \| chi của Gara Samani \| \| \| \| \| \| Sigilmassasaurus brevicollis \| \| \| \| \| \| Spinosaurus aegyptiacus \| \| \| \| |
|              | chi của Gara Samani |
|              | |
|              | Sigilmassasaurus brevicollis                                                                                                   |
|              | |
|              | Spinosaurus aegyptiacus |
|              | |

|  | chi của Gara Samani          |
|  |                              |
|  | Sigilmassasaurus brevicollis |
|  |                              |
|  | Spinosaurus aegyptiacus      |
|  |                              |

## Cổ sinh  học

### Chức năng của các gai thần kinh

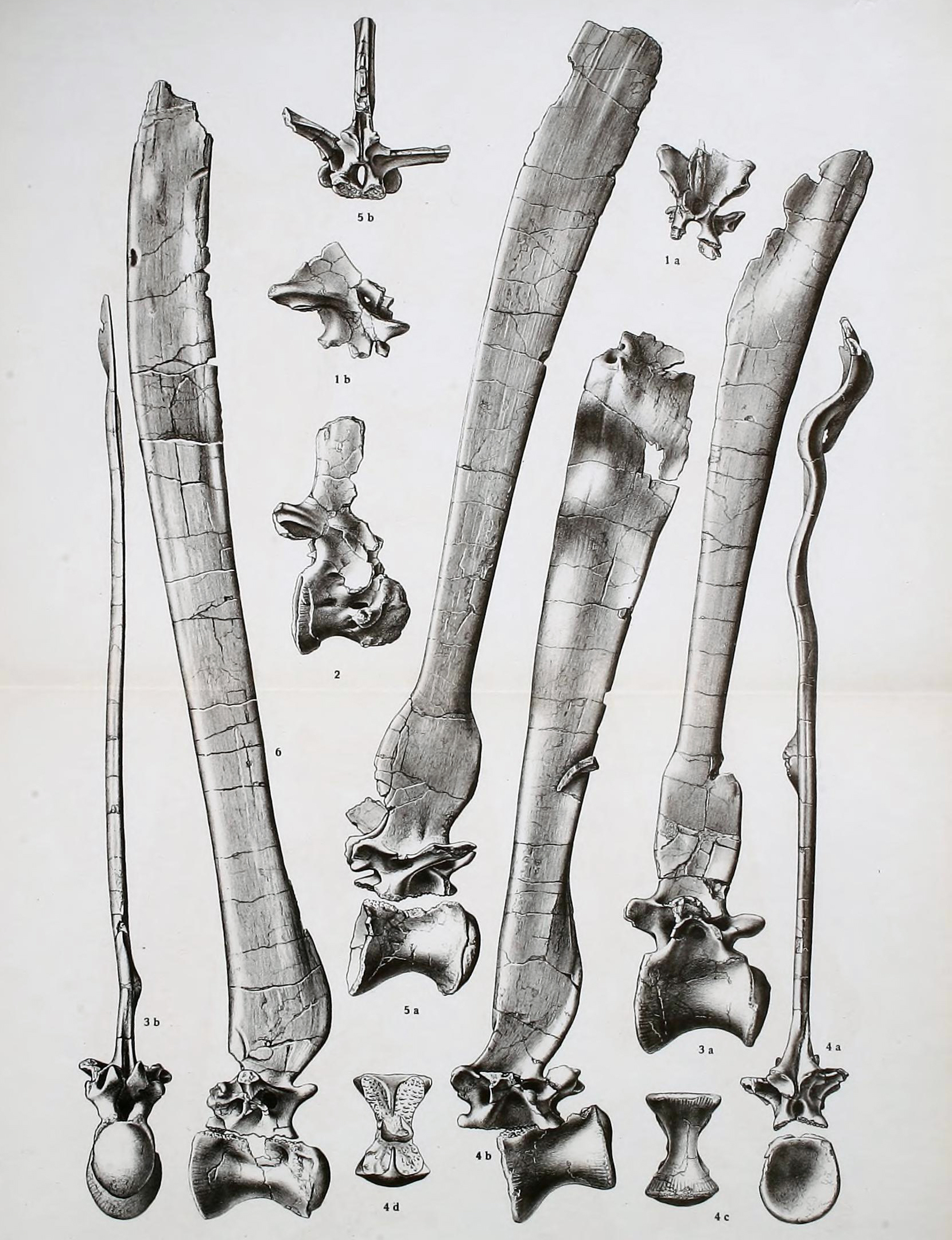
Minh họa đốt sống lưng của S. aegyptiacus năm 1915

Chức năng của cánh buồm hoặc bướu của loài khủng long này chưa được xác định một cách chắc chắn; các nhà khoa học đã đề ra một số chức năng giả thuyết, ví dụ như điều chỉnh thân nhiệt hoặc phô trương quyến rũ bạn tình. Một đặc điểm nổi bật như vậy trên lưng có thể khiến chúng trông lớn hơn kích thước thật nhằm đe dọa các loài động vật khác.
Cấu trúc có thể đã được sử dụng cho điều chỉnh thân nhiệt. Nếu cấu trúc chứa nhiều mạch máu, con vật có thể đã sử dụng diện tích bề mặt lớn của cánh buồm để hấp thụ nhiệt. Điều này có nghĩa là con vật chỉ có một phần là máu nóng và sống ở vùng khí hậu nơi nhiệt độ ban đêm mát mẻ hoặc thấp với bầu trời quang đãng không hay có mây. Cũng có thể cấu trúc đã được sử dụng để tỏa nhiệt dư thừa từ cơ thể thay vì để thu nhiệt. Các loài động vật lớn, vốn có tỷ lệ diện tích bề mặt cơ thể tương đối nhỏ so với thể tích tổng thể (nguyên lý Haldane), thường xuyên phải đối mặt với các vấn đề về tản nhiệt dư thừa ở nhiệt độ cao hơn là so với tăng nhiệt độ khi thân nhiệt thấp. Cánh buồm của những con khủng long lớn có thể giúp tăng diện tích da trên cơ thể mà không làm tăng đáng kể khối lượng cơ thể. Hơn nữa, nếu cánh buồm quay khỏi phía ánh mặt trời chiếu, hoặc đặt ở một góc 90 độ về phía có gió mát, con vật có thể tự làm mát một cách khá hiệu quả trong khí hậu nóng nực của Châu Phi kỷ Phấn Trắng. Tuy nhiên, Bailey (1997) cho rằng cánh buồm có khả năng hấp thụ nhiều nhiệt hơn lượng tỏa ra. Thay vào đó, ông đề xuất rằng Spinosaurus và các loài khủng long có gai thần kinh dài khác thực chất sở hữu một bướu mỡ trên lưng để dự trữ năng lượng, cách nhiệt và che chắn khỏi nhiệt.
Nhiều cấu trúc cơ thể phức tạp của động vật thời hiện đại phục vụ để thu hút các thành viên khác giới trong quá trình giao phối. Có thể cánh buồm của Spinosaurus đã được sử dụng để tán tỉnh, theo cách tương tự như đuôi của một con công. Stromer suy đoán rằng kích thước của các gai thần kinh có thể khác nhau giữa hai giới tính đực-cái.

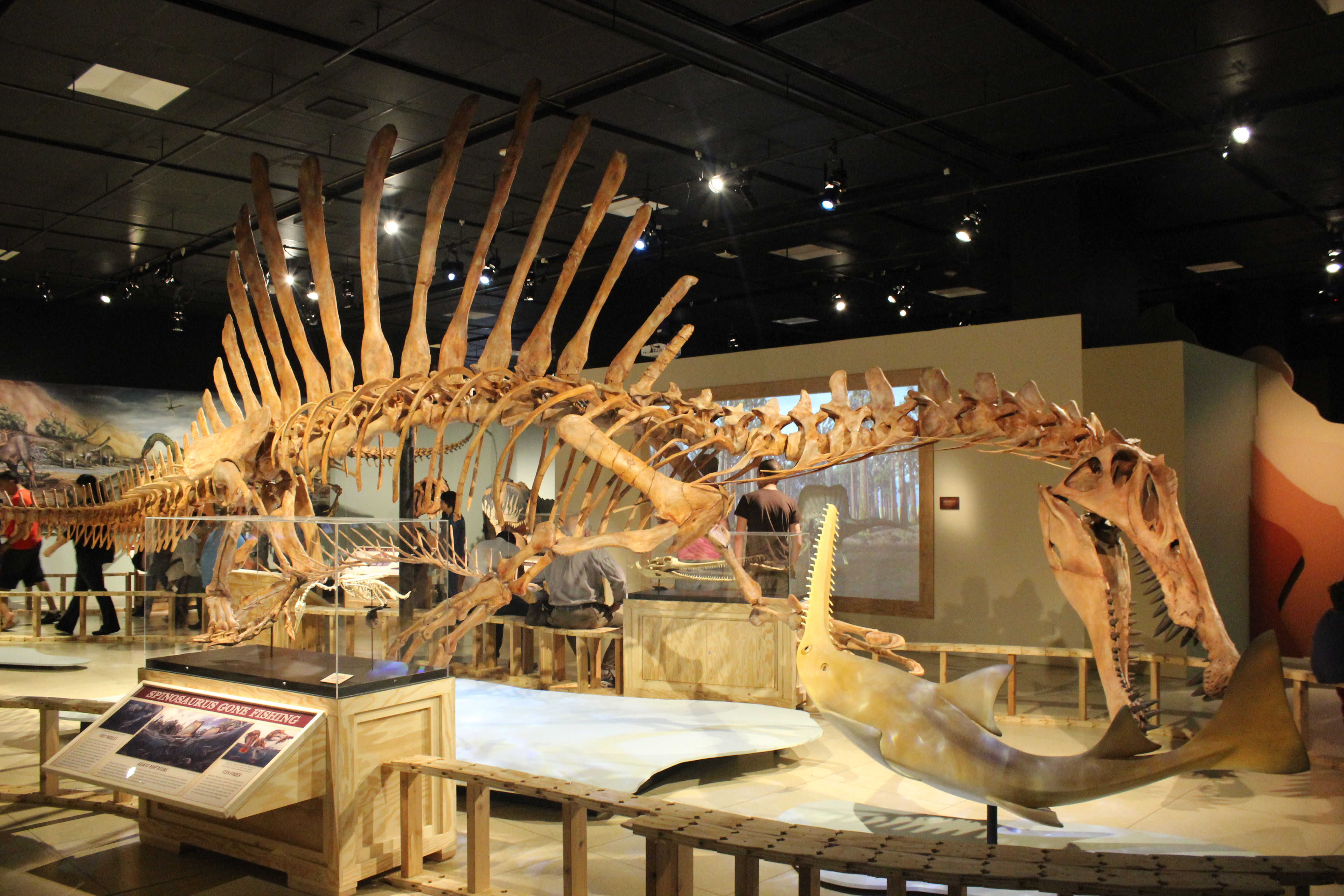
Khung xương phục dựng tại Bảo tàng Địa lý Quốc gia

Gimsa và các đồng nghiệp (2015) cho rằng cánh buồm của Spinosaurus tương tự như vây lưng của cá cờ và phục vụ mục đích thủy động lực học. Gimsa chỉ ra rằng các spinosaurid cơ bản, chân dài hơn có cánh buồm hình tròn hoặc hình lưỡi liềm, trong khi ở Spinosaurus, các gai thần kinh lưng có hình dạng gần giống hình chữ nhật, giống hình vây lưng của cá cờ. Do đó, họ cho rằng Spinosaurus đã sử dụng cánh buồm ở lưng giống như cá cờ, và nó cũng sử dụng cái đuôi hẹp dài của mình để làm choáng con mồi như một con cá nhám đuôi dài tuốt hiện đại. Cá cờ sử dụng vây lưng của chúng để chăn những đàn cá thành một "quả bóng mồi" hợp tác để bẫy cá vào một khu vực nhất định nơi cá cờ có thể bắt cá bằng mõm của chúng. Cánh buồm có thể có thể làm giảm sự đi trệch hướng tạo ra bởi mô-men quay dưới nước bằng cách chống lại các lực hai bên theo hướng ngược lại với lực quay đầu theo đề xuất của Gimsa và các đồng nghiệp (2015).
Giải phẫu Spinosaurus thể hiện một đặc điểm khác lạ tương tự với một số đặc điểm hiện đại: cái đuôi dài của nó giống với cá mập đuôi dài, được sử dụng để tát nước và làm choáng đàn cá trước khi đớp lấy chúng (Oliver và đồng nghiệp, 2013). Các chiến lược mà cá cờ và cá mập đuôi dài sử dụng để chống lại cá đi theo đàn có hiệu quả hơn khi tập trung vào một quả bóng mồi (Helfman, Collette & Facey, 1997; Oliver và đồng nghiệp, 2013; Domenici và đồng nghiệp, 2014). Vì điều này rất khó cho những kẻ săn mồi đơn lẻ có thể thực hiện được, chúng hợp tác trong nỗ lực này. Khi chăn một đàn cá hoặc mực, cá buồm giương buồm để làm cho chúng trông to lớn hơn. Khi chúng chém hoặc đâm bằng mỏ của chúng bằng cách quay đầu, cánh buồm và vây của chúng sẽ vươn ra để ổn định cơ thể theo phương pháp thủy động lực học (Muff & Drucker, 2004). Domenici và đồng nghiệp (2014) cho rằng các phần mở rộng vây này tăng cường độ chính xác của cú đâm và chém. Cánh buồm có thể làm giảm sự quay vòng chệch hướng bằng cách chống lại lực bên theo hướng ngược lại với nhát chém. Điều này có nghĩa là con mồi ít có khả năng nhận ra thứ nhô ra là một phần của kẻ săn mồi đang đến gần (Marras và đồng nghiệp, 2015; Webb & Weihs 2015). Các đoạn clip có sẵn trực tuyến thể hiện chiến lược săn mồi hiệu quả này của cá cờ và cá mập đuôi dài.
Spinosaurus sở hữu các đặc điểm giải phẫu phù hợp cho cả ba chiến lược săn mồi: một cánh buồm để lùa con mồi hiệu quả hơn, cùng với phần đuôi và cổ linh hoạt tát nước có thể làm choáng, làm bị thương hoặc giết chết con mồi. Cánh buồm chìm dưới nước sẽ cung cấp một lực cản đủ để chống lại lực quật sang hai bên nếu đuôi và cổ của con vật chuyển động mạnh, ưu thể này cũng được tận dụng bởi các loài cá buồm (Domenici và đồng nghiệp, 2014) và cá mập đuôi dài (Oliver và đồng nghiệp, 2013). Mặc dù các vây lưng hoặc buồm nhỏ hơn trên lưng giúp con vật rẽ thể tích nước ở trên, song cũng có thể suy đoán rằng hiệu ứng ổn định này có thể làm cho cú chém sang hai bên kém hiệu quả hơn (ví dụ như đối với cá mập đuôi dài). Hình thành một điểm tựa thủy động lực học và ổn định thủy động lực học dọc theo trục lưng-bụng (dorsoventral), cánh buồm của Spinosaurus sẽ bù đắp cho quán tính của cổ bằng chuyển động đuôi và ngược lại, không chỉ phục vụ cho săn mồi mà còn giúp chúng bơi nhanh dưới nước. Hành vi này là một bằng chứng cho phục dựng cơ bắp ngực và cổ của Spinosaurus, được báo cáo bởi Ibrahim và các đồng nghiệp (2014).

### Chế độ ăn

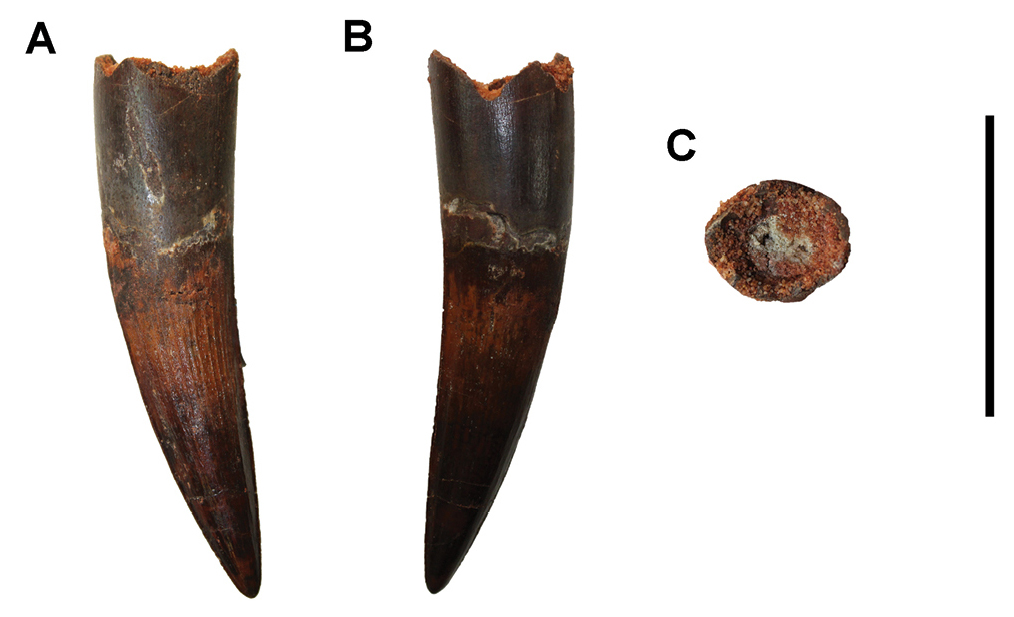
Răng từ Maroc theo nhiều góc nhìn

Không rõ liệu Spinosaurus chủ yếu là động vật ăn thịt trên cạn hay ăn cá, như được chỉ ra bởi bộ hàm thon dài, răng hình nón và lỗ mũi được bố trí ở xa mõm. Giả thuyết về spinosaurid như những loài ăn cá chuyên biệt đã được đề xuất trước đây bởi A. J. Charig và A. C. Milner cho loài Baryonyx. Họ dựa trên sự tương đồng về mặt giải phẫu với cá sấu và sự hiện diện của vảy cá vị tiêu hóa trong lồng xương sườn của mẫu kiểu hình. Những con cá lớn được biết là một phần của hệ sinh thái bao gồm các spinosaurid khác, bao gồm chi Mawsonia, ở giữa kỷ Phấn trắng ở miền bắc châu Phi và Brazil. Bằng chứng trực tiếp cho chế độ ăn của spinosaurid đến từ các đơn vị phân loại tại châu Âu và Nam Mỹ. Baryonyx được tìm thấy với vảy cá và xương của một con Iguanodon chưa trưởng thành trong dạ dày của nó, hơn nữa một chiếc răng bị găm vào trong xương một con dực long từ Nam Mỹ cho thấy rằng spinosaurid thỉnh thoảng cũng săn các loài thằn lằn bay, nhưng Spinosaurus có khả năng là một loài săn mồi cơ hội, giống một con gấu xám kỷ Phấn Trắng, thiên về ăn cá, dù vậy nó chắc chắn đã ăn xác và bắt nhiều loại con mồi nhỏ hoặc vừa.

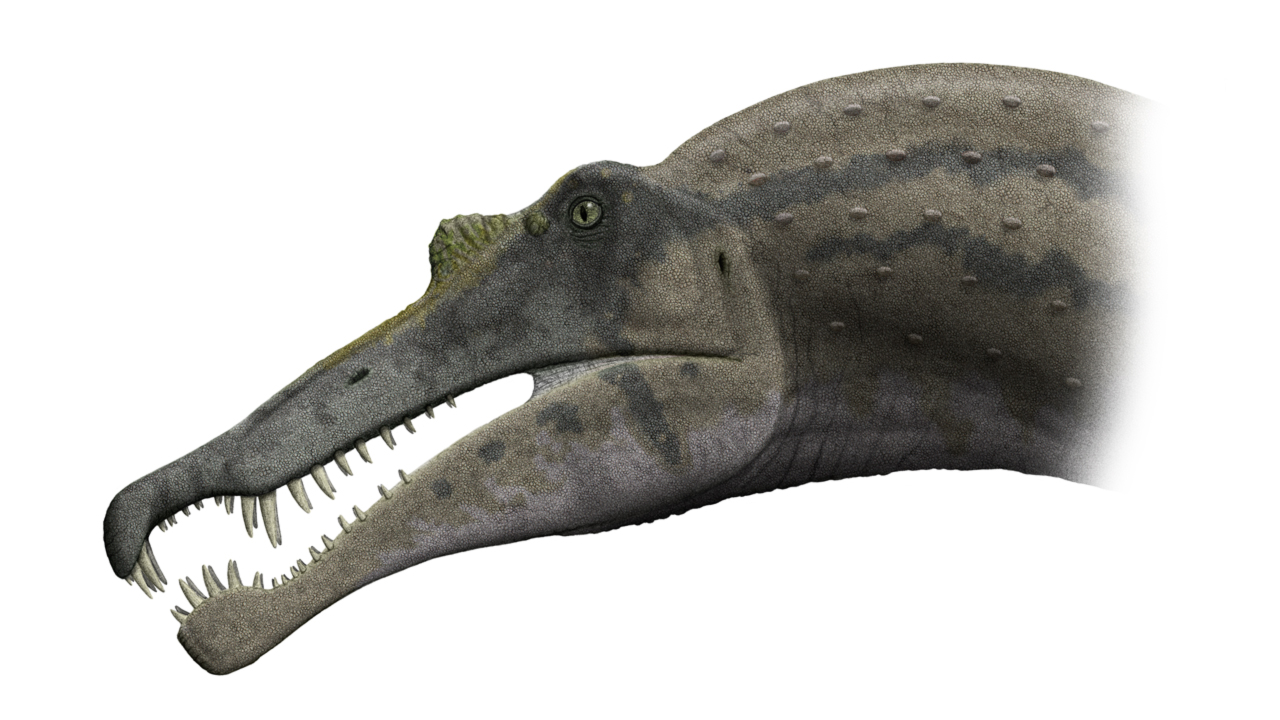
Đầu của S. aegyptiacus theo bản phục dựng năm 2005 của Cristiano Dal Sasso

Năm 2009, Dal Sasso và các đồng nghiệp, báo cáo kết quả chụp cắt lớp vi tính X-quang của mõm cá thể MSNM V4047. Các lỗ ở bên ngoài sọ thông nối với một khoảng trống ở bên trong mõm, các tác giả nghĩ rằng Spinosaurus có các thụ thể áp suất ở bên trong khoảng trống cho phép nó giữ mõm ở mặt nước để phát hiện ra các con mồi đang bơi mà không cần nhìn thấy chúng. Một nghiên cứu của Cuff và Rayfield (2013) đã kết luận rằng dữ liệu cơ học sinh học cho thấy Spinosaurus không phải là một loài ăn cá thuần túy và chế độ ăn uống của chúng liên quan trực tiếp đến kích thước của từng cá thể. Hình thái học mặt trước sọ đặc trưng của Spinosaurus cho phép hàm của nó chống lại ứng suất uốn cong theo hướng thẳng đứng, tuy nhiên, hàm của nó không thích nghi tốt đối với việc chống các mômen uốn cong bên.

### Hành vi thủy sinh

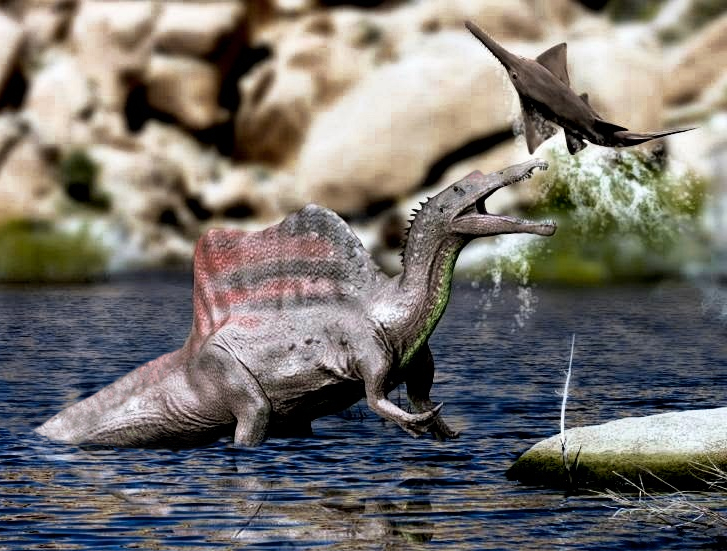
Phục dựng cảnh Spinosaurus săn loài cá sclerorynchid Onchopristis

Một phân tích đồng vị năm 2010 của Romain Amiot và các đồng nghiệp đã phát hiện ra rằng tỷ lệ đồng vị oxy của răng Spinosaurid, bao gồm cả răng của Spinosaurus, cho thấy lối sống bán thủy sinh.[46] Tỷ lệ đồng vị từ men răng và từ các bộ phận khác của Spinosaurus (được tìm thấy ở Ma-rốc và Tunisia) và của các loài săn mồi khác từ cùng khu vực như Carcharodontosaurus được so sánh với các chế phẩm đồng vị từ khủng long chân thú đương thời, rùa và cá sấu. [46] Nghiên cứu cho thấy răng Spinosaurus từ năm trong số sáu địa phương được lấy mẫu có tỷ lệ đồng vị oxy gần với rùa và cá sấu hơn khi so sánh với các răng hóa thạch khác từ cùng địa phương. [46] Các tác giả cho rằng Spinosaurus đã chuyển đổi giữa môi trường sống trên cạn và dưới nước để cạnh tranh thức ăn với cá sấu lớn và các loài trị liệu lớn khác tương ứng. [46] Một nghiên cứu năm 2013 được thực hiện bởi các nhà khoa học Andrew R. Cuff và Emily J. Rayfield cho thấy các loài thuộc chi Spinosaurids (như Spinosaurus) có sức đề kháng tương đối kém trong hộp sọ để thực hiện cú xoắn người xé mồi so với các thành viên khác trong nhóm này (Baryonyx) và cá sấu hiện đại, do đó cho thấy Spinosaurus thường xuyên ăn cá hơn là ăn động vật trên cạn, mặc dù trước đây nó được coi là động vật ăn thịt trên cạn.

### Di chuyển và dáng đứng

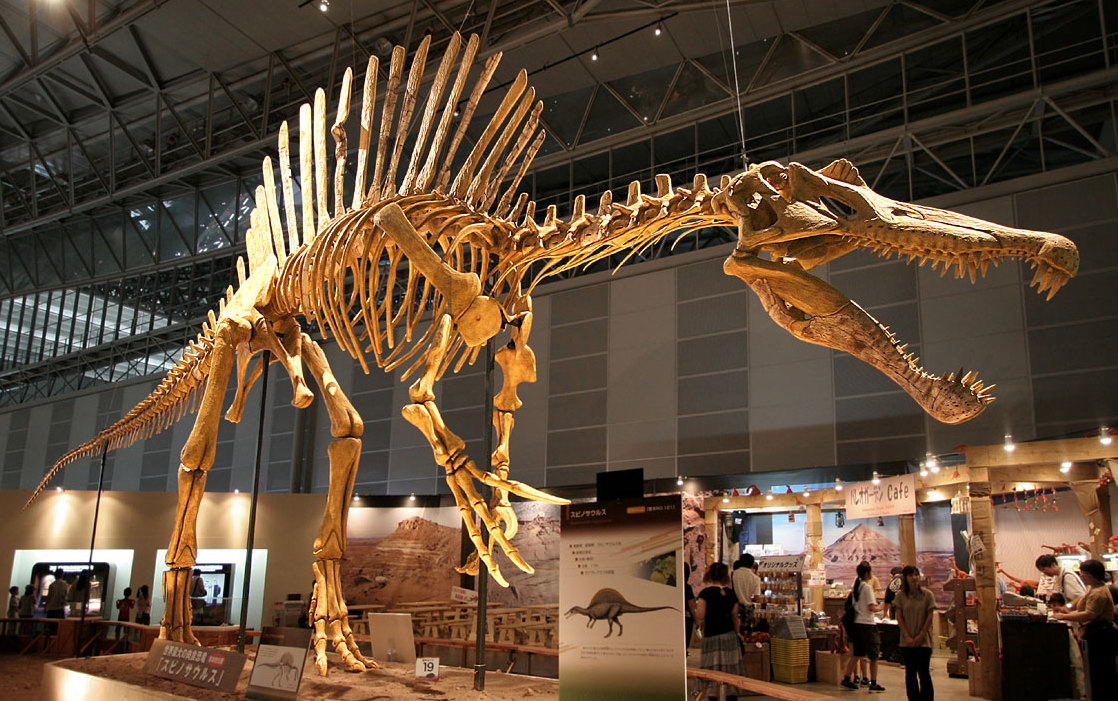
Khung xương phục dựng với dáng chân dài theo quan điểm truyền thống

Mặc dù thường được mô tả là loài đi đứng bằng hai chân, đã có đề xuất từ những năm 1970 rằng Spinosaurus đôi khi đi bằng cả bốn chi. Ý tưởng này được củng cố sau khi các nhà cổ sinh vật học phát hiện chi Baryonyx họ hàng, với bàn tay trước rất khỏe. Do khối lượng bướu mỡ giả định trên lưng Spinosaurus, Bailey (1997) cho rằng chúng là loài có tư thế bốn chi, dẫn đến bản phục dựng phỏng theo như vậy. Khủng long chân thú, bao gồm các spinosaurid, không có khả năng lật cổ tay của chúng (xoay cẳng tay để lòng bàn tay hướng xuống đất), nhưng khi ở vị trí nghỉ ngơi, chúng cỏ thể đặt bên cạnh bàn tay chạm đất, bằng chứng ở các dấu ấn hóa thạch từ một khủng long chân thú kỷ Jura sớm. Giả thuyết cho rằng Spinosaurus có dáng tứ chi sau đó trở nên lỗi thời, tuy vậy người ta vẫn tin rằng các spinosaurid có thể đi cúi trong tư thế bốn chân, do những điều kiện biên về sinh học và thể chất.
Khả năng của một Spinosaurus bốn chân đã được hồi sinh bởi một bài báo năm 2014 của Ibrahim và cộng sự. Trong đó, họ đã mô tả nhiều vật liệu mới được phát hiện và chỉ ra rằng các chi sau của Spinosaurus ngắn hơn nhiều so với suy nghĩ trước đây. Theo đó, khối tâm của con vật nằm ở trung điểm của thân chứ không nằm trên hông như các loài khủng long chân thú khác. Do đó, họ kết luận rằng Spinosaurus không thích nghi để đi hai chân trên cạn và chắc chắn phải là một loài đi bằng tứ chi. Bản phục dựng sử dụng trong nghiên cứu được ngoại suy dựa trên các mẫu vật thuộc các cá thể cí kích cỡ khác nhau, rồi theo tỷ lệ đó mà phóng to lên để ước chừng. Nhà cổ sinh vật học John Hutchinson thuộc Đại học Thú y Hoàng gia, Đại học London đã bày tỏ sự hoài nghi đối với nghiên cứu, và quan ngại rằng việc sử dụng các mẫu vật khác cá thể để phục dựng có thể khiến kết quả bị bóp méo. Scott Hartman cũng chỉ trích nghiên cứu vì ông tin rằng chân và xương chậu bị thu nhỏ quá đáng (ngắn hơn 27%) và không khớp với chiều dài được công bố. Mark Witton nêu quan điểm ủng hộ tỷ lệ được đưa ra trong bài báo. Trong bài tái mô tả loài Sigilmassasaurus năm 2015, Evers và các đồng nghiệp đã lập luận rằng Sigilmassasaurus trên thực tế là một chi riêng biệt với Spinosaurus, và do đó nghi ngờ liệu các mẫu vật được gán cho Spinosaurus dùng bởi Ibrahim et al nên được gán cho Spinosaurus hay Sigilmassasaurus. Năm 2018, dựa trên hóa thạch phần đuôi mới được phát hiện, một phân tích của Henderson phát hiện rằng Spinosaurus có khả năng đi trên mặt đất bằng hai chân. Khối trọng tâm được ông tìm thấy là gần hông, cho phép Spinosaurus đứng hai chân như những khủng long chân thú khác. Tuy nhiên, dáng đi của nó trông sẽ lạch bạch và không thể chạy nhanh.

### Phát triển trưởng thành
Một đốt ngón vuốt có kích thước 21 milimét (0,83 in) thuộc về một con Spinosaurus vị thành niên rất trẻ chỉ ra rằng chúng đã thích nghi với môi trường bán thủy sinh từ rất sớm hoặc từ khi sinh ra và duy trì suốt cuộc đời. Mẫu vật này, được tìm thấy năm 1999 và được mô tả bởi Simone Maganuco, Cristiano Dal Sasso và cộng sự, được cho là thuộc về con vật có kích thước 1,78 mét (5,8 ft) (giả sử nó là phiên bản thu nhỏ của con trưởng thành), khiến nó là mẫu vật nhỏ nhất của chi Spinosaurus hiện được biết.